# Vzkříšení (román)
Vzkříšení (rusky Воскресение - Voskresenije) je román ruského spisovatele Lva Nikolajeviče Tolstého, vydaný v roce 1899.

## Obsah románu
Hlavními hrdiny jsou šlechtic Něchljudov (na začátku knihy student) a služebná, posléze prostitutka Káťa Maslovová. Seznámili se v mládí u Něchljudovových tet, kde Maslovová sloužila. Během noci, kdy se v Rusku slaví Vzkříšení Páně, Maslovová podlehla Něchljudovovi a nechtěně s ním otěhotněla. Tety ji těhotnou vykázaly ze statku a Maslovová skončí jako prostitutka. Jednoho dne jí klient pošle do svého pokoje pro peníze. Maslovová si jako svědky bere pokojskou a portýra. Klient je náročný, a proto jej chce Maslovová uspat, portýr jí však místo uspávacího prostředku podstrčí jed a spolu s pokojskou pak klienta okrade. Maslovová a dva vrazi jsou posláni před soud, kde jako jeden z porotců zasedá i Něchljudov, který se během let ze studenta proměnil v otylého šlechtice žijícího bujarým nočním životem městské smetánky. Něchljudov u soudu rozpozná Maslovovou, ona jeho ne. Dá si převyprávět její příběh a cítí podíl viny na jejím osudu. Maslovová je díky chybě poroty odsouzena k nuceným pracím na Sibiř. Něchljudov se jí snaží pomoci a odvrátit její osud. Podal odvolání k senátu, jež bylo neúspěšné. Při cestování po věznicích, kterými Maslovová prochází, je Něchljudov zhnusen zacházením státu s prostým lidem. Rozpomene se, jak jej v mládí jistý anglický filozof oslovil názorem odmítajícím soukromé vlastnictví půdy, rozhodne se  na svých statcích mužikům odevzdat půdu do vlastního užívání. Zároveň se u svých vlivných známých přimlouvá za Maslovovou a posílá také carovi žádost o milost. Nabídne Maslovové sňatek, ta ho s hrdostí odmítne, v nitru však Něchljudovův obrat obdivuje. Něchljudov se nedá odradit a podstupuje s ní cestu na Sibiř. Zařídí její přeřazení mezi politické vězně, se kterými je lépe zacházeno a kteří tvoří morální elitu. Maslovová se po cestě na Sibiř seznamuje s revolucionáři a do jednoho z nich se zamiluje. Car vyslyší dovolání (i díky Něchljudovovým známým) a mění trest z nucených prací na vyhnanství.

Tolstoj v románu velmi obrazně vyjadřuje bídu, všednost a beznaděj chudiny v Rusku 19. století, neskutečné sociální rozdíly, kontrast přepychu a hýření proti živobytí spodiny. Román je také zaměřen proti pokrytectví v pravoslavné církvi. Je zde popisován ruský vězeňský systém, v kterém není na obyčejného člověka brán ohled a v kterém pozbývá vězeň veškerých lidských práv. Tolstoj vyjadřuje myšlenku, že ti, kteří tvoří státní byrokracii, nemají morální právo věznit jiného člověka, protože sami nejsou bez viny. Něchljudov dochází k závěru, že většina lidí je vězněna neprávem, neboť jejich morální vývoj byl determinován prostředím, které jim nedalo jinou šanci. 

## České překlady
- L. N. Tolstoj byl v českých zemích již za svého života velmi populární, Vzkříšení vyšlo v českém překladu Pavla Papáčka roku 1900, tj. 1 rok po ruském vydání, v Ottově nakladatelství jako 10. svazek Tolstého Sebraných spisů.
- Také poválečný překlad a knižní vydání po roce 1948 byla v ČSSR bez problémů. Román byl schválen jako „antiburžoazní“ a ideologicky nezávadný, ačkoliv komunistický vězeňský systém používal stejných metod jako v carském Rusku.

## Divadelní hra
- 2023: Román zdramatizoval německý režisér Armin Petras, pražské Divadlo Na zábradlí uvedlo hru v režii Jana Mikuláška, hrají Miloslav König (Něchljudov), Kateřina Císařová (Maslovová), Václav Vašák, Anna Kameníková, Dita Kaplanová a další.[1]